# Salomonische zuil

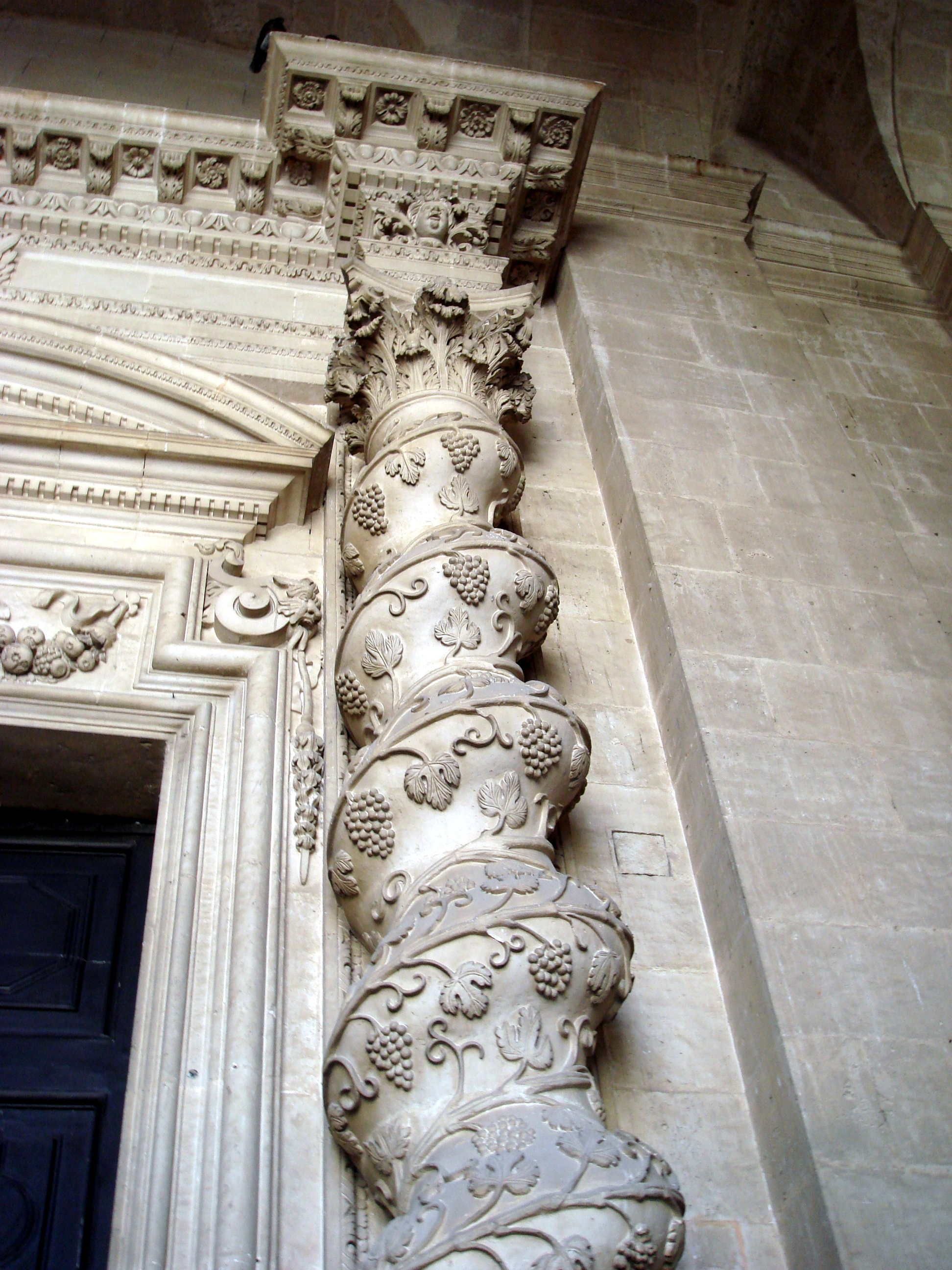
Salomonische zuil versierd met druivenranken

De Salomonische zuil is in de architectuur een zuil die over de lengte getordeerd is. De gedraaide vormgeving is typisch barok en wiskundig gezien gebaseerd op een helix. 
Een bekend ontwerp met dit soort zuilen is het baldakijn van Bernini.
Een vorm van doorontwikkeling van de Salomonische zuil vond plaats met de architect Gaudí. In de Sagrada Família paste hij dubbelgetordeerde zuilen toe, waarbij gelijke helices tegen elkaar indraaien. In tegenstelling tot de Salomonische zuil levert dit een wisselende profilering op die evenwijdig aan de lengterichting van de zuil blijft lopen. 